# Roberto Conti (matematico)
Roberto Conti (Firenze, 23 aprile 1923 – Firenze, 30 agosto 2006) è stato un matematico italiano, noto soprattutto per i suoi contributi alla teoria qualitativa e ai problemi ai limiti per equazioni differenziali ordinarie, nonché alla teoria dei controlli.

## Biografia
Iscrittosi all'Università di Pisa, quale allievo pure della Scuola Normale Superiore, si laureò in matematica nel 1945 sotto la direzione di Leonida Tonelli ed Emilio Bajada. Si perfezionò quindi con Giovanni Sansone alla Scuola Normale Superiore, discutendone la relativa tesi nel 1948.
Nel 1956, vinse una cattedra di analisi matematica presso l'Università di Catania e nel 1958 venne chiamato dall'Università di Firenze a coprire la medesima cattedra, che era stata di Sansone.
A Firenze insegnò fino al 1993, quando lasciò l'insegnamento per raggiunti limiti di età. Nel 1997, l'Università di Firenze lo nominò professore emerito.
Negli anni 1970 fu direttore del Gruppo Nazionale di Analisi Funzionale ed Applicazioni (GNAFA) del CNR. Fu anche  segretario e poi direttore del Centro internazionale matematico estivo (CIME) dell'Unione matematica italiana.